# Puente del Ebro de Tudela
El puente del Ebro de Tudela (Navarra) es un puente medieval español de piedra, de una longitud de 360 m que está compuesto por 16 pilas y 17 arcos, todos desiguales. Su importancia es consustancial a la ciudad, cuya historia se articula en torno al paso del río Ebro.
Aunque la tradición asigna al rey Sancho VII el Fuerte (siglo XII) como promotor de esta magnífica obra, no se sabe si es una reconstrucción de uno anterior musulmán, tal vez de la época de la fortificación de la medina tudelana por Amrùs ben Yusuf (siglo IX). Muchos autores han sugerido, no obstante, que Tudela tenía uno romano. No hay nada que indique que los tres puentes estuvieran en el mismo lugar, ni que los anteriores puentes fueran construidos en piedra (en la época musulmana que estaban en guerra con los reinos cristianos del norte, en caso de alarma de una posible incursión, se quemaban para evitar que cruzaran el río). Hay que pensar también que en la época musulmana y romana, el Ebro tenía menos anchura y nivel de agua, ya que a raíz de la construcción aguas abajo de una presa en época de los Teobaldos, el nivel del agua aumentó y por consiguiente se hizo más ancho.

## Descripción general
El puente tiene una longitud de 360 m, construido en piedra, y está compuesto por 16 pilas y 17 arcos, todos desiguales. Las 16 pilas tienen tajamares en ángulo aguas arriba y pilastrones rectangulares aguas abajo. Los arcos 1, 2, 3, 4, 7, 9, 13 y 15 son pequeños y ojivales. Los cuatro primeros son probablemente los más antiguos, pues debido a su recogida situación siempre han estado protegidos de las múltiples riadas. El resto de arcos son semicirculares y son el producto de reparaciones posteriores.
El puente tuvo tres torreones, uno en cada extremo y otro en el centro, también medievales, de la época de Sancho VII el Fuerte según la opinión de muchos historiadores. El primer torreón debió situarse entre el 4 y el 5 arco y el último entre el 15 y el 16 arco, dejando el torreón del medio aproximadamente en el arco 10.

## Historia y cronología de construcción
Muchos autores han venido sugiriendo que el puente de Tudela tiene un origen romano (ver abajo). Sin embargo, otros consideran que si esta afirmación fuera cierta, Tutela habría tenido una importancia durante la época imperial romana que nunca tuvo.

### Puente musulmán
Existen noticias de que el puente de Tudela sobre el río Ebro existía sin lugar a dudas durante la dominación musulmana. Según una cita de Al-Razi en el siglo X, había aceñas o ruedas hidráulicas junto al puente, y en varios textos árabes consta que existía ya el lugar conocido como traslapuente. El puente se situaba perpendicular a las murallas de la medina, desembocando en una Bab al-Quantara (puerta del puente), dando a Tudela un aspecto semejante al de otras ciudades árabes importantes como Córdoba, Toledo, Mérida y Zaragoza. En 1115, antes de la reconquista, y en 1146, se cita ya documentalmente la existencia del puente. Aunque pueda dudarse de que la fábrica actual del puente sea musulmán, lo que está claro es que ya existía durante la dominación sarracena.

### Puente tardorrománico
Algunos historiadores, como el Padre Moret o Díaz Bravo, opinaron que el puente actual es de la época de Sancho VII el Fuerte. Esta hipótesis puede tratarse más de una leyenda, transmitida por el Príncipe de Viana, que de un hecho demostrado o verídico. No obstante, los sillares actuales, las pilas y arcos parecen todos tardorrománicos. También existen marcas de canteros en algunos de los sillares, que sugieren al puente como una obra medieval cristiana. Los ojos más antiguos son apuntados de estilo gótico y podrían ubicarse en el tiempo tanto a finales del siglo XII como a lo largo del siglo XIII. La planta del puente actual podría corresponder, por tanto, a alguna reconstrucción o reparación emprendida por Sancho VII el Fuerte, para la cual, según cuentan otras leyendas, modificó el cauce del río desde Mirapex hasta el puente recién construido. Sea como fuere, en 1271 consta que el puente estaba otra vez muy derruido, quizás por diversas riadas, siendo el rey Enrique I quien acudió a repararlo. Esta reparación si que está documentada, por lo que mala reconstrucción, si la hizo, debió emprender el rey Sancho VII en el puente si en poco más de medio siglo ya hubo que volver a repararlo. O bien las riadas de esos años fueron considerables.

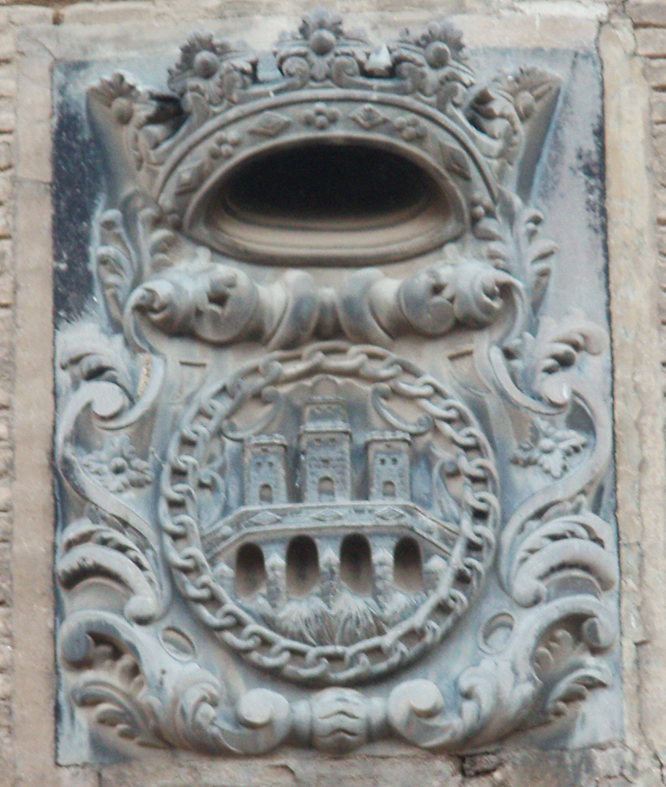
Escudo de Tudela en el exterior de la Capilla de Santa Ana de la Catedral

Los tres torreones que una vez tuvo el puente parecen ser también de la época de Sancho VII el Fuerte. El escudo de Tudela exhibe sus tres antiguos torreones, hoy ya desaparecidos: el escudo consta de un puente de oro con tres torres en campo azul, los cuales están orlados de cadenas desde la muerte de Sancho VII el Fuerte. Que se tenga constancia, este escudo tudelano fue utilizado por primera vez en 1256 tras la muerte del monarca. El origen de los torreones es, no obstante, desconocido. Puede que los mandara construir Sancho VII el Fuerte, ante la amenaza de los castellanos, o simplemente mandara reparar los ya existentes. En este último caso, también podrían ser árabes en origen, construidos durante la fortificación de Amrùs a principios del siglo IX. La situación de la primera torre quedó recogida en un escrito de 1666. En 1703 consta que otro de lo torreones, el llamado "del Pontero", se situaba entre el 15 y 16 arco.

### Modificaciones posteriores
Los torreones del puente existían a finales del siglo XVIII y principios del siglo XIX. El primero de los torreones, el más próximo a la ciudad, fue también el primero en desaparecer a finales del siglo XVIII, según consta en un informe de 1801. En 1814, Espoz y Mina destruyó el último de los torreones y el humilladero, localizados en la orilla izquierda del Ebro.
En los años 1220 y 1512 consta que el puente tenía tres molinos en los primeros arcos del puente, los cuales permanecieron hasta 1602, momento en el que se construyó un molino nuevo, hoy Molino viejo. El puente poseía además un pontonero que vivía en una casa probablemente situada cerca del antepenúltimo arco, pues consta en tiempos más modernos la existencia de una casa llamada la "casa del pontón".
A lo largo de los siglos ha sufrido continuas modificaciones, razón por la cual muchos de los arcos son desiguales, generalmente más amplios, diferentes a los más pequeños arcos apuntados del siglo XIII. Se sabe que en 1342, una gran riada produjo importantes daños en el puente y en las partes bajas de la ciudad. En 1572 y 1586, el puente estaba muy deteriorado, por lo que hubo que reparar varias arcadas. En 1643, una riada cubrió los 10 últimos arcos y en otra riada, la de 1775, se volvieron a cubrir los 6 últimos. Estas referencias sugieren que, quizás por aquel entonces, estos arcos todavía conservaban su pequeña forma ojival original. De no ser así y tener el actual tamaño, es probable que dichas riadas nunca hubiesen podido anegar por completo los arcos citados. La riada de 1643 destruyó, no obstante, los arcos 9 y 11, los cuales se repararon en 1676. Entre ambas fechas, los arcos fueron sustituidos provisionalmente por unos de madera. En 1701, otra riada destruyó el último arco junto al humilladero y el penúltimo quedó seriamente tocado. El Quinto arco (  desde Tudela )es una reconstrucción del que fue volado en 1808 para impedir el paso a los franceses durante la Guerra de la Independencia.
En 1817 el Ayuntamiento encargó un proyecto de reedificación a José Marzal y Antonio Garbayo. Ese mismo año el Consejo Real hace lo propio con Juan Antonio Pagola, quien finalmente lo llevó a ejecución. A principios del siglo XX, en 1911, el puente fue restaurado y ensanchado, para permitir el tránsito rodado. Finalmente, en la década de 1990, fue reforzado y remodelado, dándole el aspecto que hoy tiene.

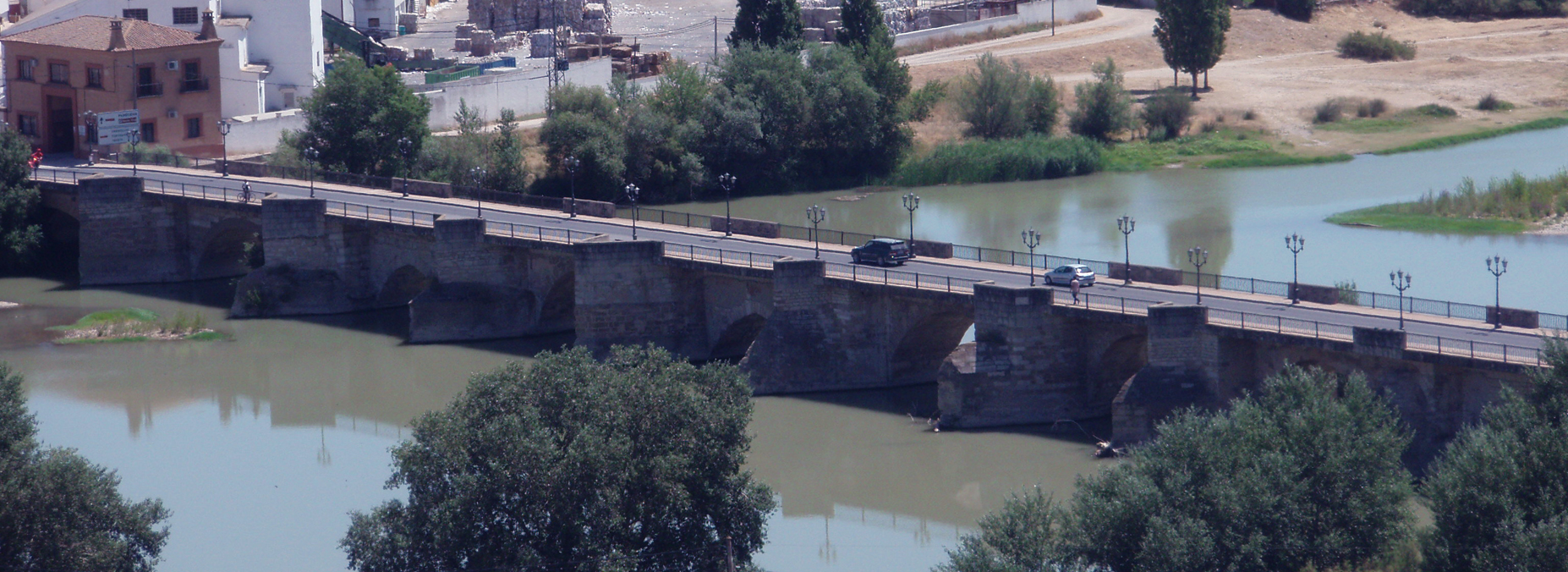
Puente del Ebro en 2009, desde el cerro de Santa Bárbara donde se ubica el Monumento al Corazón de Jesús

## ¿Origen romano del puente de Tudela?
Aunque la planta del actual puente sobre el Ebro parece ser una construcción tardorrománica del  siglo XIII, probablemente de la época de Sancho VII el Fuerte, hay noticias de que el puente sobre el Ebro ya existía en el momento de la conquista cristiana de la ciudad en 1119 y durante la época árabe. Los musulmanes no eran precisamente especialistas en la construcción de este tipo de obras. Por esta razón, muchos historiadores de Tudela sugieren que los musulmanes reconstruyeron o simplemente utilizaron un puente anterior, siendo los romanos sus probables autores. Un puente romano de dimensiones similares al de Tudela y reconstruido posteriormente por los musulmanes es el puente de Córdoba sobre el Guadalquivir.
Existen argumentos a favor de esta hipótesis. Por la zona de Tudela, cercana a la Fuente de la Salud, pasaba una calzada romana aún llamada Camino Viejo de Zaragoza, donde se han encontrado restos de cerámica sigillata. Podría tratarse de un desdoble o desvío de la Calzada romana Ilerda - Legio VII gemina (vía Lérida-León). Esta vía estaba dividida probablemente en dos ramales, uno por Cascantum (Cascante) y otro por Tutela junto al río Ebro. Ambos ramales se unirían cerca de Gracurris (Alfaro), por un lado, y a la altura de Belsium o Belsione (Mallén), por el otro. Parece ser que, en el siglo XIX, existían vestigios de una aldea o vici romana, con cimientos, cerámica y monedas, en el término de Mosquera, en la dirección del Camino Viejo de Zaragoza. Esta calzada romana podría desembocar en Tutela siguiendo la actual calle Rúa, bifurcándose hacia Gracurris-Calagurris (Camino de Alfaro) y hacia Pompaelo (Pamplona) hasta el supuesto puente.
La existencia de una Tutela romana parece demostrada con las recientes excavaciones, pero por el contrario no lo es tanto la existencia del puente sobre el Ebro. No hay constancia de que por Tutela pasará ninguna vía romana de importancia. La vía Ilerda - Legio VII gemina fue desviada de Tutela a favor de Cascantum, quedando Tutela al margen de la vía principal del Valle. La razón principal pudo estar en la orografía de Tudela. Los Montes del Cierzo y de Canraso, de naturaleza arcillosa y con abundantes barrancos, pudo ser una barrera difícil para los ingenieros romanos, que prefirieron seguir un camino más fácil. La Mejana no existía, y el paso entre el Ebro y los Montes del Cierzo era muy estrecho y con taludes muy peligrosos. Tampoco hay constancia escrita de la existencia de ninguna vía importante que partiendo de Tutela llegara a Pompaelo. Según Juan José Bienes, la ausencia de villas romanas en el margen izquierdo del Ebro, justifica la falta de comunicación con poblaciones cercanas y por tanto la innecesaria construcción de posibles calzadas. Por tanto, esta hipótesis descarta la existencia de un puente sobre el Ebro, semejante a los de Caesaraugusta (Zaragoza) o al de Vareia (cerca de Logroño), algo que hubiera concedido a Tutela una importancia que nunca tuvo durante el Imperio Romano.
Sin embargo, sí que hay noticias de poblados romanos y calzadas al otro lado del Ebro cerca de Tudela. Una de estas vías es la conocida como "La Calzada", situada en Traslapuente al salir del puente sobre el río Ebro por la carretera de Cabanillas-Fustiñana, a unos 1,5 km de Tudela. Esta vía era denominada por los árabes como al-razaf o arrecife, que significa calzada, y se dirigía al poblado romano de Fustiñana. Es lógico suponer, según Luis Marín-Royo, que esta calzada pasase el río Ebro sobre un puente y la localización más coherente es en Tutela, pues es aquí hacia donde se dirige. Otros autores han propuesto la existencia de una vía que partiendo de Turiasso llegaba a Cascantum, y continuaba hasta cruzar el Ebro por Tutela en dirección a Cara (Santacara) y Pompaelo. La existencia de restos romanos en Urzante, Murchante, Arguedas y Valtierra justifican la existencia de esta vía entre Turiasso y Pompaelo, a través de Cascantum, Tutela -con su posible puente- y Cara. Es cierto que no existe documentación escrita de esta vía, ni siquiera en el Itinerario de Antonino, que es la fuente más importante para el conocimiento de la red de vías del Imperio Romano. Sin embargo, también es cierto que las vías controladas por Antonino se redujeron a las de interés militar, omitiendo otras muy importantes de las que se tiene constancia por los hallazgos arqueológicos, así como por puentes romanos aún existentes y la existencia de mojones o columnas miliarias aislados. Aparte de las vías o calzadas principales de carácter militar, hubo multitud de vías secundarias que comunicaban las vías principales con las pequeñas ciudades y aldeas. Algunas de ellas debieron adquirir cierta relevancia con el paso del tiempo y el incremento de la población, siendo Tutela un posible ejemplo.
Similares circunstancias pueden atribuirse a la falta de citas históricas de Tutela  y su puente, ya sea porque la Tutela celtíbero-romana no tuviera ningún interés militar especial o porque el puente fuera construida en una época posterior a Antonino y otros geógrafos del siglo I y principios del siglo II. El hecho es que no hay constancia de que en las civitates más importantes del Valle del Ebro entre Caesaraugusta y Vareia, como Calagurris y Graccurris, hubiera puentes romanos. Ni tampoco las hay en la Edad Media. Por el contrario, el puente medieval -árabe y cristiano- de Tutela jugó un papel muy importante como vía de comunicación durante la Edad Media y es probable que el origen de este puente y esta vía sea romano. Los puentes romanos estaban en íntima relación con las calzadas, pues no eran sino un recurso para sortear las dificultades que la orografía imponía a los ingenieros romanos en su quehacer de trazar vías de comunicación. Inicialmente, los puentes eran meramente funcionales, pero, finalmente, primó lo artístico sobre lo funcional, aspecto que se observa en mejor medida en los acueductos romanos. Ambos adquirieron un desarrollo descomunal y excesivo, que a veces no está justificado por cuestiones técnicas. La grandiosidad del puente actual de Tudela y su emplazamiento en el lugar más ancho, aunque menos profundo, del Ebro puede ser el pomposo reflejo de la ingeniería y arte romanos, siendo ellos quienes asentaron los primitivos cimientos del actual puente medieval.
Aunque no hay constancia documental de que fueran los romanos quienes construyeran el puente de Tudela, si que hay argumentos para afirmarlo. La hipótesis sobre el origen romano de Tudela está muy ligada a la del puente. Si el puente es construcción romana, es lógico pensar que su estratégica situación habría llevado a sus autores a crear un núcleo habitado estable para tener la tutela del paso sobre el río Hyberus y, por tanto, el nombre de Tudela derivaría del latín "tutela".  No obstante, Tutela pudo ser hasta el siglo VIII un mero puesto de paso del río Ebro, siendo Turiaso, Cascantum y Gracurris ciudades más importantes. Es a partir de la llegada de los musulmanes cuando Tudela